# Simvastatin
-3,7-dimethyl-1,2,3,7,8,8a-hexahydronaphthalen-1-yl 2,2-dimethylbutanoate|image=Simvastatin.svg|width=200|image2=Simvastatin3Dan.gif|width2=200
|pronounce=/ˈsɪmvəstætɪn/|tradename=Zocor, khác|Drugs.com=Chuyên khảo|MedlinePlus=a692030|licence_US=Simvastatin|pregnancy_AU=D|pregnancy_US=X|licence_EU=yes|legal_AU=S4|legal_UK=P|legal_UK_comment=khi ≤10 mg/ngày, POM khi >10 mg/ngày.|legal_US=Rx-only|routes_of_administration=đường uống
|bioavailability=5%|protein_bound=95%|metabolism=Gan (CYP3A4)|elimination_half-life=2 giờ với simvastatin và 1.9 giờ với acid simvastatin|excretion=Thận 13%, phân 60%
|IUPHAR_ligand=2955|CAS_number_Ref=|CAS_number=79902-63-9|ATC_prefix=C10|ATC_suffix=AA01|PubChem=54454|DrugBank_Ref= |DrugBank=DB00641|ChemSpiderID_Ref= |ChemSpiderID=49179|UNII_Ref= |UNII=AGG2FN16EV|KEGG_Ref= |KEGG=D00434|ChEBI_Ref= |ChEBI=9150|ChEMBL_Ref= |ChEMBL=1064
|C=25|H=38|O=5|molecular_weight=418.566 g/mol|smiles=O=C(O[C@@H]1[C@H]3C(=C/[C@H](C)C1)\C=C/[C@@H]([C@@H]3CC[C@H]2OC(=O)C[C@H](O)C2)C)C(C)(C)CC|StdInChI_Ref= |StdInChI=1S/C25H38O5/c1-6-25(4,5)24(28)30-21-12-15(2)11-17-8-7-16(3)20(23(17)21)10-9-19-13-18(26)14-22(27)29-19/h7-8,11,15-16,18-21,23,26H,6,9-10,12-14H2,1-5H3/t15-,16-,18+,19+,20-,21-,23-/m0/s1|StdInChIKey_Ref= |StdInChIKey=RYMZZMVNJRMUDD-HGQWONQESA-N}}Simvastatin, được bán dưới tên thương mại Zocor và những tên khác, là một loại thuốc giúp hạ mỡ máu. Thuốc được sử dụng kểt hợp cùng với tập thể dục, chế độ ăn uống và giảm cân để giảm mức lipid (chất béo) máu cao. Thuốc cũng được sử dụng để giảm nguy cơ bệnh tim ở những người có nguy cơ cao mắc bệnh. Thuốc được dùng qua đường uống.
Tác dụng phụ nghiêm trọng có thể bao gồm suy nhược cơ, các vấn đề về gan và tăng lượng đường trong máu. Các tác dụng phụ thường gặp có thể có như táo bón, đau đầu và buồn nôn. Việc giảm liều có thể cần thiết ở những người có vấn đề về thận. Có bằng chứng về tác hại đối với thai nhi nếu sử dụng thuốc trong khi mang thai  và không nên dùng thuốc cho những người đang cho con bú. Đây là một thuốc thuộc nhóm statin và hoạt động bằng cách giảm sản xuất cholesterol của gan.
Simvastatin được phát triển bởi Merck và được đưa vào sử dụng y tế vào năm 1992. Thuốc nằm trong danh sách các thuốc thiết yếu của Tổ chức Y tế Thế giới, tức là nhóm các loại thuốc hiệu quả và an toàn nhất cần thiết trong một hệ thống y tế. Thuốc có sẵn dưới dạng thuốc gốc. Chi phí bán buôn ở các nước đang phát triển là 0,01 - 0,12 USD/ngày tính đến năm 2014. Tại Hoa Kỳ, chi phí là từ 0,50 đô la đến 1,00 đô la mỗi ngày. Simvastatin được chiết xuất từ nấm Aspergillus terreus.